# Kul'dur
Kul'dur (in lingua russa Кульдур) è un centro abitato dell'Oblast' autonoma ebraica, situato nell'Oblučenskij rajon.